# Шипочане
Шипочане е село в Западна България. То се намира в община Самоков, Софийска област.

## География
Село Шипочане се намира в планински район, на 7 км източно от град Самоков. През селото минава река Шипочаница.

## Население
- 1934 г. – 938 жители
- 1946 г. – 1001 жители
- 1956 г. – 966 жители
- 1975 г. – 654 жители
- 1992 г. – 359 жители
- 2001 г. – 228 жители
- 2008 г. – 161 жители
- 2009 г. – 152 жители
- 2010 г. – 150 жители
- 2011 г. – 150 жители

## История
За първи път името на с. Шипочане се намира в турски данъчен регистър от 1515 г. Броят на домакинствата е бил 25, а през 1525 г. е 37.

## Редовни събития
Събор на празника на Пресвета Богородица – 15 август.

## Други
- Снимки от Шипочане
- Църквата в с. Шипочане
- Мемориална плоча на жертвите през войните 1912 – 1913 и 1915 – 1918